# Draft 2001 de la NBA
2000 2002
La draft 2001 de la NBA est la 55e draft annuelle de la National Basketball Association (NBA), se déroulant en amont de la saison 2001-2002. Elle s'est tenue le 27 juin 2001 à New York. Un total de 57 joueurs ont été sélectionnés en 2 tours.
Lors de cette draft, 29 équipes de la NBA choisissent à tour de rôle des joueurs évoluant au basket-ball universitaire américain, ainsi que des joueurs internationaux. Si un joueur quittait l’université plus tôt, il devenait éligible à la sélection.
La loterie pour désigner la franchise qui choisit en première un joueur, consiste en une loterie pondérée : parmi les équipes non qualifiées en playoffs, les chances de remporter le premier choix sont de 25% pour la plus mauvaise équipe, et de 0,5% pour la « moins mauvaise », où chaque équipe se voit confier aléatoirement 250 à 5 combinaisons différentes.
Les Timberwolves du Minnesota se voient refuser leur choix de premier tour en raison d'une violation de la limite salariale.
Kwame Brown devient le premier joueur de l'histoire de la draft à être sélectionné en 1re position directement à sa sortie de High School (lycée). Il n'a depuis pas concrétisé les attentes de l'époque, pour ses performances poussives avec les Wizards de Washington et les Lakers de Los Angeles, même si une certaine amélioration est perceptible lors de son arrivée à Los Angeles.
Le Washington Times qualifie la draft 2001 comme l'une des plus mauvaises de toute l'histoire. Cette affirmation est probablement due au fait que la franchise locale, les Wizards de Washington, ait sans doute fait le plus mauvais premier choix de draft depuis 1972, lorsque LaRue Martin avait été sélectionné par les Trail Blazers de Portland. De plus, 5 ans plus tard, on remarque que la plupart des 12 premiers choix ont été incapables d'avoir un impact majeur en NBA. Cependant, il y a quelques pépites dans cette sélection, et en 2006, on constate que cette draft contient deux fois plus de joueurs All-Star que la draft 2000 de la NBA. En effet, Pau Gasol (3e), Joe Johnson (10e), Richard Jefferson (13e), Zach Randolph (19e), Tony Parker (28e), Gilbert Arenas (31e) et Mehmet Okur (38e) se sont épanouis et sont devenus des joueurs All-Stars. Parker est devenu MVP des Finales NBA en 2007 et Pau Gasol, vainqueur du titre de NBA Rookie of the Year lors de sa première saison, devient le leader de l'équipe espagnole championne du monde en 2006 a été élu MVP du tournoi. Tyson Chandler, Pau Gasol et Tony Parker sont depuis devenus champions NBA en ayant un rôle majeur dans leurs équipes respectives.
Gasol et Parker sont les deux joueurs issus de cette draft à avoir été intronisés au Basketball Hall of Fame,.

## Draft
| ^ | Signale un joueur qui a été intronisé au Basketball Hall of Fame                                                                |
| * | Signale un joueur qui a été sélectionné pour au moins un match annuel NBA All-Star Game et une récompense annuelle All-NBA Team |
| + | Signale un joueur qui a été sélectionné pour au moins un match annuel NBA All-Star Game                                         |
| R | Signale le joueur qui a remporté le titre de NBA Rookie of the Year                                                             |

### Premier tour
| Choix | Nom                 | Position                                                                                           | Nationalité                                                                                        | Équipe                                                                                             | Provenance                                                                                         |
| ----- | ------------------- | -------------------------------------------------------------------------------------------------- | -------------------------------------------------------------------------------------------------- | -------------------------------------------------------------------------------------------------- | -------------------------------------------------------------------------------------------------- |
| 1     | Kwame Brown         | Pivot                                                                                              | États-Unis                                                                                         | Wizards de Washington                                                                              | Glynn Academy HS                                                                                   |
| 2     | Tyson Chandler*     | Pivot                                                                                              | États-Unis                                                                                         | Clippers de Los Angeles (transféré aux Bulls de Chicago)                                           | Dominguez HS                                                                                       |
| 3     | Pau Gasol^ R        | Ailier fort                                                                                        | Espagne                                                                                            | Hawks d'Atlanta (transféré aux Grizzlies de Memphis)                                               | FC Barcelona                                                                                       |
| 4     | Eddy Curry          | Pivot                                                                                              | États-Unis                                                                                         | Bulls de Chicago                                                                                   | Thornwood HS                                                                                       |
| 5     | Jason Richardson    | Arrière                                                                                            | États-Unis                                                                                         | Warriors de Golden State                                                                           | Michigan State                                                                                     |
| 6     | Shane Battier       | Ailier                                                                                             | États-Unis                                                                                         | Grizzlies de Memphis                                                                               | Duke                                                                                               |
| 7     | Eddie Griffin       | Ailier                                                                                             | États-Unis                                                                                         | Nets du New Jersey (transféré aux Rockets de Houston)                                              | Seton Hall                                                                                         |
| 8     | DeSagana Diop       | Pivot                                                                                              | Sénégal                                                                                            | Cavaliers de Cleveland                                                                             | Oak Hill Academy                                                                                   |
| 9     | Rodney White        | Ailier                                                                                             | États-Unis                                                                                         | Pistons de Détroit                                                                                 | Charlotte                                                                                          |
| 10    | Joe Johnson*        | Arrière                                                                                            | États-Unis                                                                                         | Celtics de Boston                                                                                  | Arkansas                                                                                           |
| 11    | Kedrick Brown       | Ailier                                                                                             | États-Unis                                                                                         | Celtics de Boston (des Nuggets de Denver)                                                          | Okaloosa-Walton CC                                                                                 |
| 12    | Vladimir Radmanović | Ailier fort                                                                                        | RF Yougoslavie                                                                                     | SuperSonics de Seattle                                                                             | FMP Zeleznik                                                                                       |
| 13    | Richard Jefferson   | Ailier                                                                                             | États-Unis                                                                                         | Rockets de Houston (transféré aux Nets du New Jersey)                                              | Arizona                                                                                            |
| 14    | Troy Murphy         | Ailier fort                                                                                        | États-Unis                                                                                         | Warriors de Golden State (des Pacers de l'Indiana)                                                 | Notre Dame                                                                                         |
| 15    | Steven Hunter       | Pivot                                                                                              | États-Unis                                                                                         | Magic d'Orlando                                                                                    | DePaul                                                                                             |
| 16    | Kirk Haston         | Ailier fort                                                                                        | États-Unis                                                                                         | Hornets de Charlotte                                                                               | Indiana                                                                                            |
| 17    | Michael Bradley     | Ailier fort                                                                                        | États-Unis                                                                                         | Raptors de Toronto                                                                                 | Villanova                                                                                          |
| 18    | Jason Collins       | Pivot                                                                                              | États-Unis                                                                                         | Rockets de Houston (des Knicks de New York via les Suns de Phoenix et le Magic d'Orlando)          | Stanford                                                                                           |
| 19    | Zach Randolph*      | Ailier fort                                                                                        | États-Unis                                                                                         | Trail Blazers de Portland                                                                          | Michigan State                                                                                     |
| 20    | Brendan Haywood     | Pivot                                                                                              | États-Unis                                                                                         | Cavaliers de Cleveland (du Heat de Miami, envoyé au Magic d'Orlando)                               | North Carolina                                                                                     |
| 21    | Joseph Forte        | Arrière                                                                                            | États-Unis                                                                                         | Celtics de Boston (des Suns de Phoenix)                                                            | North Carolina                                                                                     |
| 22    | Jeryl Sasser        | Arrière                                                                                            | États-Unis                                                                                         | Magic d'Orlando (des Bucks de Milwaukee via les Rockets de Houston)                                | SMU                                                                                                |
| 23    | Brandon Armstrong   | Arrière                                                                                            | États-Unis                                                                                         | Rockets de Houston (des Mavericks de Dallas via le Magic d'Orlando, envoyé aux Nets du New Jersey) | Pepperdine                                                                                         |
| 24    | Raúl López          | Meneur                                                                                             | Espagne                                                                                            | Jazz de l'Utah                                                                                     | Real Madrid                                                                                        |
| 25    | Gerald Wallace+     | Ailier                                                                                             | États-Unis                                                                                         | Kings de Sacramento                                                                                | Alabama                                                                                            |
| 26    | Samuel Dalembert    | Pivot                                                                                              | Canada                                                                                             | 76ers de Philadelphie                                                                              | Seton Hall                                                                                         |
| 27    | Jamaal Tinsley      | Meneur                                                                                             | États-Unis                                                                                         | Grizzlies de Memphis (des Lakers de Los Angeles via les Knicks de New York)                        | Iowa State                                                                                         |
| 28    | Tony Parker^        | Meneur                                                                                             | France                                                                                             | Spurs de San Antonio                                                                               | Paris Basket Racing                                                                                |
| 29    | Choix annulé        | Note : les Timberwolves du Minnesota sont forfaits pour cause de violation de la limite salariale. | Note : les Timberwolves du Minnesota sont forfaits pour cause de violation de la limite salariale. | Note : les Timberwolves du Minnesota sont forfaits pour cause de violation de la limite salariale. | Note : les Timberwolves du Minnesota sont forfaits pour cause de violation de la limite salariale. |

### Deuxième tour
| Choix | Nom                   | Position    | Nationalité | Équipe                                                                    | Provenance        |
| ----- | --------------------- | ----------- | ----------- | ------------------------------------------------------------------------- | ----------------- |
| 30    | Trenton Hassell       | Arrière     | États-Unis  | Bulls de Chicago                                                          | Austin Peay       |
| 31    | Gilbert Arenas*       | Meneur      | États-Unis  | Warriors de Golden State                                                  | Arizona           |
| 32    | Omar Cook             | Meneur      | États-Unis  | Magic d'Orlando (des Wizards de Washington, via les Nuggets de Denver)    | St. John's        |
| 33    | Will Solomon          | Meneur      | États-Unis  | Grizzlies de Memphis                                                      | Clemson           |
| 34    | Terence Morris        | Ailier      | États-Unis  | Hawks d'Atlanta (envoyé aux Rockets de Houston)                           | Maryland          |
| 35    | Brian Scalabrine      | Ailier fort | États-Unis  | Nets du New Jersey                                                        | USC               |
| 36    | Jeff Trepagnier       | Arrière     | États-Unis  | Cavaliers de Cleveland                                                    | USC               |
| 37    | Damone Brown          | Ailier      | États-Unis  | 76ers de Philadelphie (des Clippers de Los Angeles)                       | Syracuse          |
| 38    | Mehmet Okur+          | Pivot       | Turquie     | Pistons de Détroit                                                        | Tofas Bursa       |
| 39    | Michael Wright        | Ailier fort | États-Unis  | Knicks de New York (des Celtics de Boston via les SuperSonics de Seattle) | Arizona           |
| 40    | Earl Watson           | Meneur      | États-Unis  | SuperSonics de Seattle                                                    | UCLA              |
| 41    | Jamison Brewer        | Meneur      | États-Unis  | Pacers de l'Indiana                                                       | Auburn            |
| 42    | Bobby Simmons         | Ailier      | États-Unis  | SuperSonics de Seattle                                                    | DePaul            |
| 43    | Eric Chenowith        | Pivot       | États-Unis  | Knicks de New York (des SuperSonics de Seattle)                           | Kansas            |
| 44    | Kyle Hill             | Meneur      | États-Unis  | Mavericks de Dallas (des Rockets de Houston)                              | Eastern Illinois  |
| 45    | Sean Lampley          | Ailier      | États-Unis  | Bulls de Chicago (des Hornets de Charlotte)                               | California        |
| 46    | Loren Woods           | Pivot       | États-Unis  | Timberwolves du Minnesota                                                 | Arizona           |
| 47    | Ousmane Cissé         | Ailier fort | Mali        | Nuggets de Denver (des Raptors de Toronto)                                | St. Jude HS       |
| 48    | Antónios Fótsis       | Ailier      | Grèce       | Grizzlies de Memphis (des Knicks de New York)                             | Panathinaikos     |
| 49    | Ken Johnson           | Pivot       | États-Unis  | Heat de Miami                                                             | Ohio State        |
| 50    | Ruben Boumtje-Boumtje | Pivot       | Cameroun    | Trail Blazers de Portland                                                 | Georgetown        |
| 51    | Alton Ford            | Ailier fort | États-Unis  | Suns de Phoenix                                                           | Houston           |
| 52    | Andre Hutson          | Ailier fort | États-Unis  | Bucks de Milwaukee                                                        | Michigan State    |
| 53    | Jarron Collins        | Pivot       | États-Unis  | Jazz de l'Utah                                                            | Stanford          |
| 54    | Kenny Satterfield     | Meneur      | États-Unis  | Mavericks de Dallas                                                       | Cincinnati        |
| 55    | Maurice Jeffers       | Arrière     | États-Unis  | Kings de Sacramento                                                       | Saint Louis       |
| 56    | Robertas Javtokas     | Pivot       | Lituanie    | Spurs de San Antonio (des Lakers de Los Angeles)                          | BC Lietuvos Rytas |
| 57    | Alvin Jones           | Pivot       | Luxembourg  | 76ers de Philadelphie                                                     | Georgia Tech      |
| 58    | Bryan Bracey          | Ailier      | États-Unis  | Spurs de San Antonio                                                      | Oregon            |

## Joueurs notables non draftés
| Nom            | Position    | Nationalité            | Provenance     |
| -------------- | ----------- | ---------------------- | -------------- |
| Carlos Arroyo  | Meneur      | Porto Rico             | FIU            |
| Charlie Bell   | Meneur      | États-Unis             | Michigan       |
| Maurice Evans  | Arrière     | États-Unis             | Texas          |
| Andrés Nocioni | Ailier      | Argentine              | Saski Baskonia |
| Paul Shirley   | Ailier fort | États-Unis             | Iowa State     |
| Mike Wilks     | Meneur      | États-Unis             | Rice           |
| Ricardo Greer  | Ailier fort | République dominicaine | Pittsburgh     |
| Jamario Moon   | Ailier      | États-Unis             | Alabama        |